# 巴爾多

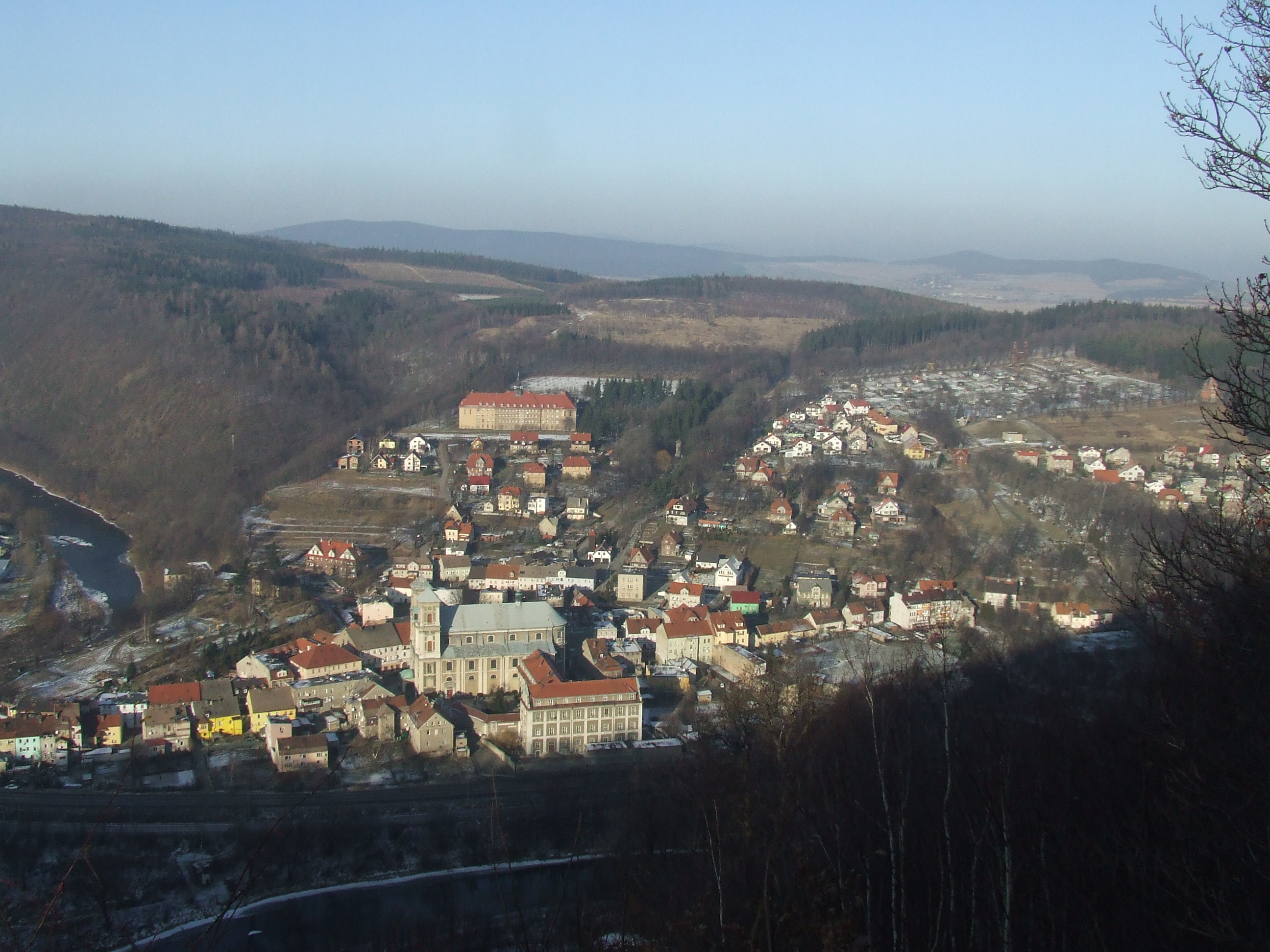

巴爾多是波蘭的城鎮，位於該國西北部尼斯克沃茲卡河畔，距離首府弗罗茨瓦夫72公里，由下西里西亞省負責管轄，始建於10世紀，面積4.71平方公里，2006年人口2,860。
50°31′N 16°44′E / 50.517°N 16.733°E